# Terje Tønnesen
Terje Tønnesen (Oslo, 27 febbraio 1955) è un violinista norvegese.

## Carriera
Tønnesen fece un sensazionale debutto all'età di 17 anni nel 1972, "Un debutto folgorante con quasi nessun parallelo", come fu definito sul giornale di Oslo. Dopo 5 anni di studio in Svizzera si ritrovò nel 1977, con due incarichi, sia come direttore artistico di Det Norske Kammerorkester, sia come primo violinista della Oslo Filharmoniske Orkester di Oslo. Va oltre il repertorio classico, anche in collaborazione con Terje Rypdal, è musicalmente onnivoro ed è tra i violinisti principali con una posizione centrale nella scena musicale norvegese.
Tønnesen ha vinto numerosi premi internazionali e ha ricevuto sia il Premio Grieg che il Kritikerprisen in Norvegia. Ha fatto tournée in Europa, USA, Cina e Unione Sovietica e durante la sua carriera ha lavorato con musicisti come Mstislav Rostropovich, Maurice André e James Galway. Ha anche fatto apparizioni da solista con tutte le orchestre norvegesi e molte orchestre fuori dalla Norvegia.

## Vita privata
Tønnesen sposò per prima nel 1979 la pianista Reidun Askeland (1957-), matrimonio sciolto nel 1986, il secondo matrimonio fu nel 1986 con l'attrice Hilde Grythe (18.7.1955-), figlia del conduttore del programma NRK Odd Grythe (1918-94) e della regista Kirsten Sørlie (1926-).

## Onorificenze
- 1979: Premio Grieg
- 1979/80: Musikk-kritikerprisen
- 1992: Oslo City Culture Award
- 2000: Spellemannprisen

## Discografia selezionata

### Come solista
- 1980: Johan Halvorsen: Air Norvegien – Tre Norske Danser – Veslemøys Sang – Danse Visionaire – Norske Eventyrbilleder (Norsk Kulturråds Klassikerserie), with Filharmonisk Selskaps Orkester, conductor: Karsten Andersen
- 1980: Edvard Grieg: The Complete Music for String Orchestra (BIS), with Norwegian Chamber Orchestra, conductor: Karsten Andersen
- 1986: Geir Henning Braaten: Geir Henning Braaten/Terje Tønnesen (Simax catalog|Simax Classics), with Geir Henning Braaten (piano)
- 1987: Terje Rypdal: Undisonus (ECM Records), with the Royal Philharmonic Orchestra, conductor: Christian Eggen
- 1990: Grieg • Brustad • Halvorsen (Victoria), with Reidun Askeland (piano) & Lars Anders Tomter (viola)
- 1993: Edvard Grieg: Complete Violin Sonatas (Victoria), with Einar Henning Smebye (piano)[3]

### Lavori in collaborazione

#### All'interno della Norwegian Chamber Orchestra
- 2008: Village Variations (Jaro Medien), with Moscow Art Trio

#### Con altri progetti
- 1993: Antonín Dvořák / Alexander Glasunow* / Robert Schumann: Musikalische Freundschaften – Grenzenlos (WestLB)
- 2000: Dvořák: Cello Concert (Virgin Classics), with Truls Mørk & Oslo Philharmonic Orchestra, conductor: Mariss Jansons
- 2004: Cello Concert (Virgin Classics), with Truls Mørk (5xCD)